# Гренцаллее (станция метро)
«Гренцаллее» (нем. Grenzallee) — станция Берлинского метрополитена, расположенная на линии U7 между станциями «Нойкёльн (Зюдринг)» (нем. Neukölln) и «Блашкоаллее» (нем. Blaschkoallee).

## История
Открыта 21 декабря 1930 года в составе участка «Карл-Маркс-Штрассе» — «Гренцаллее». С 1944 года по 26 июля 1945 года станция была закрыта для пассажиров, и на ней, а также в подземном цеху, находящемся рядом с тупиками за станцией, было развёрнуто производство самолётов «Henschel».

## Архитектура и оформление
Двухпролётная колонная станция мелкого заложения, архитектор — Альфред Гренандер. Глубина станции — 6,3 метров, длина платформы — 120 метров. Путевые стены облицованы зелёным кафелем, один ряд стальных колонн на платформе покрашен в зелёный цвет.